# Freddy Kemayo
Freddy Kemayo (n. 6 mai 1982) este un kickboxer francez la categoria grea. Este de trei ori campion al Franței la kickboxing.

## Titluri
- 2015 I.S.K.A. K-1 Rules World Champion +100 kg
- 2014 FK-ONE K-1 Rules Heavyweight Tournament Champion [2]
- 2014 WKF Kickboxing Super Heavyweight World Title +96.5 kg
- 2013 WAKO PRO K-1 super heavyweight world champion +94.2 kg
- 2011 Fight Code Dragons Tournament runner-up
- 2010 K-1 World Grand Prix 2010 in Bucharest Champion
- 2005 K-1 Italy Oktagon runner up
- 2003 French Kickboxing champion
- 2002 French Kickboxing champion
- 2002 WKA Amateur World championships (+91 kg) bronze medal
- 2001 French Kickboxing champion